# Потьма (Ульяновская область)
Потьма — село в составе муниципального образования Вальдиватское сельское поселение Карсунского района Ульяновской области Российской Федерации.
Потьма - село Вальдиватского сельского поселения Карсунского района, расположено в 15,4 км к северу от районного центра у южной подошвы гор на обоих берегах верховья речки Потьмы которые протянулись на 2,5 км.

## Название
Церковное название — Дмитриевское (престольный праздник 8 ноября, день памяти святого великомученика Дмитрия Солунского, в центре села была церковь великомученика Дмитрия Солунского).
Потьма в переводе с мордовского языка — «кустарник».

## История

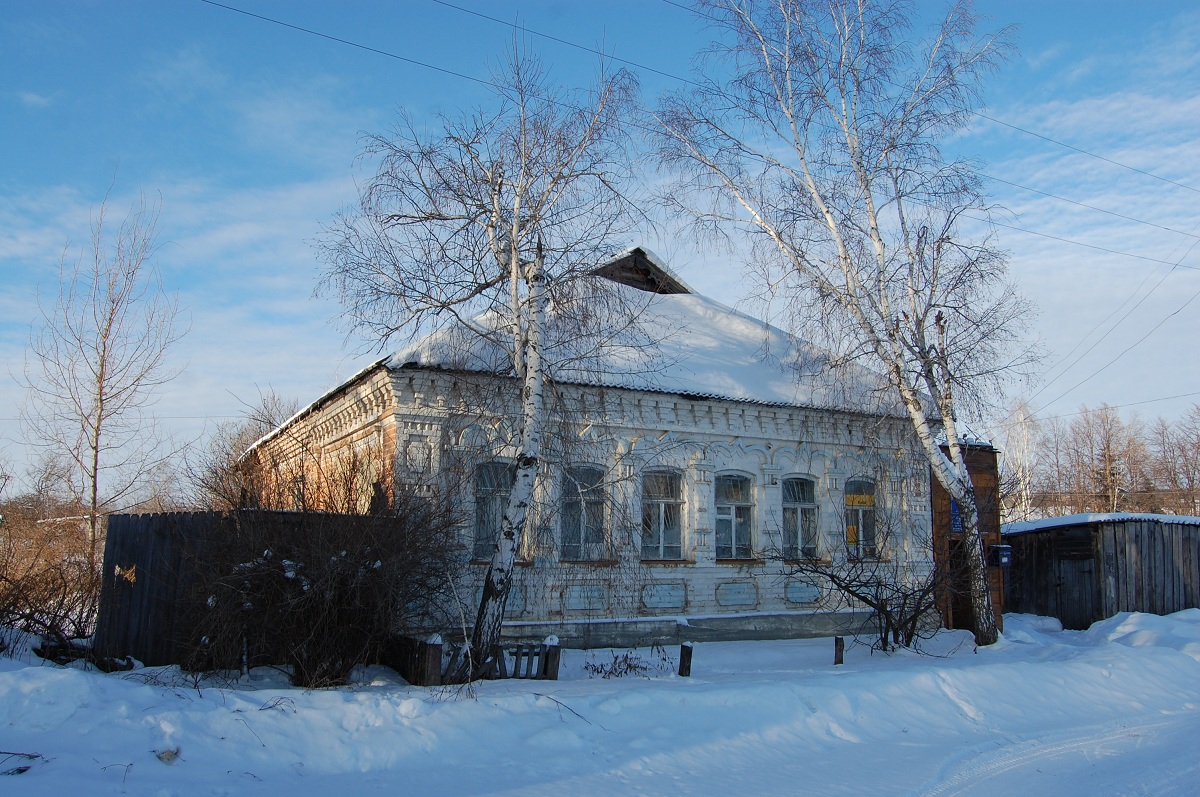
Здание почты

Основано в 1673 г. карсунскими казаками-переселенцами, переведёнными позже в пахотные солдаты. Первоначально называлось село Потьминская Слобода и располагалось на правом (южном) берегу речки. Дворовладельцы несли военную службу в Симбирском выборном полку, на службу выезжали периодически группами по нарядам и на определённое время (полгода или год). Остальное время занимались сельским хозяйством в качестве самообеспечения (жалования не получали). К северу от села были горы Букаш Панда, поэтому пашенная и сенокосная земля находилась в основном к югу и востоку от села, вплоть до реки Барыш. Статус слободы позволял принимать на жительство беглых людей. В 1677 г. на средства солдат была построена деревянная церковь во имя святого Дмитрия Солунского. В отличие от большинства церквей её сделали из липы, а не из сосны, в обиход вошло название «село Дмитриевское», впоследствии использовалось также название «Дмитриевская Слобода».
В 1682 г. в село переехала ещё одна группа карсунских казаков, которые также были переведены в пахотные солдаты. Все дворовладельцы вошли в сотню, которая стала одним из крупных подразделений Симбирского выборного полка. Пожалованная земля была увеличена до 4 тысяч 50 десятин. Большая площадь земли определялась тем, что была она в значительной степени «средней», а не «доброй» (плодородной). При переселении казаков были образованы улицы Нижняя, Середка (Е.И.Козловой), потом Верхняя, Околица, а еще позже образовались улицы Рожковка (Полевая), Голошубиха (Лесная), Ивановка (Кольцевая) образовалась после ликвидации кладбища (1720 г.). А уже в 19 веке стали заселяться улицы Мокруша (имени М.С.Кобелькова) и Заречная, и к концу века село приобрело тот вид, который в основном дошел до наших дней. Согласно различным документам в Потьме наиболее часто упоминаются следующие Елизаровы, Портновы, Мартыновы, Башарины, Каревы, Ланкины, Ушаковы, Сизовы, Приваловы, Бородины, Котельниковы, Чертопятовы, Русиновы, Малышины, Генераловы, Самсоновы, Бутусовы, Кичигины, Кожевниковы, Заплаткины, Грачевы, Суслины, Гордеевы, Потехины, Ильины, Сонины, Масленниковы, Степановы,Темниковы. В 1683 г. один из солдат на соседней речке Потьме построил мельницу, земельный участок под неё во временное пользование он получил от остальных солдат по сделочной записи с ними. В 1685 г. из солдатской земли 64 десятины были пожалованы церкви для огородов, пашни и сенокосов. В пользовании солдат остались 3 ты-сячи 112 с половиной десятины, они составляли усадьбы, гумна, пашню, сенокосы. Из зерновых выращивались рожь и овёс, а из огородных – капуста, брюква, репа, лук, морковь. Выращивалась также конопля, из неё изготавливались верёвки. Некоторые жители занимались ремеслом: кроме мельника село имело и своего портного. Остальная земля была выделена в резерв для наделения младших братьев, сыновей и племянников, которых в будущем предполагалось верстать на службу в том же полку, служба тогда была потомственной. Селом управляли выборные сотник, два пятидесятника и десятники. Одновременно – это и офицеры в полку. В результате реформ Петра I Симбирское Поволжье стало утрачивать военно-пограничный характер, жителей села перевели в сословие государственных крестьян. Они продолжали заниматься сельским хозяйством и частично ремеслом, но вместо несения военной службы стали платить подушный налог, а также пошлины государству. Сначала селом управлял выборный целовальник, а позже выборный староста. Их избирали на сходе дворовладельцев. С 1743 г. велась церковная летопись. Священники кратко описывали все важные с их точки зрения события, а в конце каждого года подводили итог, оценивая его успешным или неудачным..
С образованием Симбирской губернии в 1780 г. село стало центром волости Карсунского уезда, в которую входили ещё пять сельских поселений. Все постройки в селе были деревянными и крытыми соломой, и в 1829 г. случился пожар, от которого выгорело до половины села. Случались подобные пожары и впоследствии, так в 1860 г. сгорел храм, позже бы построен заново. Из государственных крестьян Потьмы перевели в удельные, но это не вызвало заметных изменений, крестьяне также занимались сельским хозяйством, но вместо уплаты налогов стали содержать императорскую семью. В 1841 г. в селе открылась удельная трёхклассная школа, она располагалась в церковной сторожке, на содержание школы с крестьян взималась плата. Через одиннадцать лет в центре села было построено школьное здание, где училось около 30 мальчиков, девочек тогда вообще не обучали. Изучали чистописание, арифметику и закон божий. Добрую славу о себе оставил учитель Н.И. Богородский, который одновременно занимался с тремя классами. В 1861 г. на ее основе было создано земское начальное училище.в 1780 г. село стало центром волости Карсунского уезда, в которую входили ещё пять сельских поселений.  

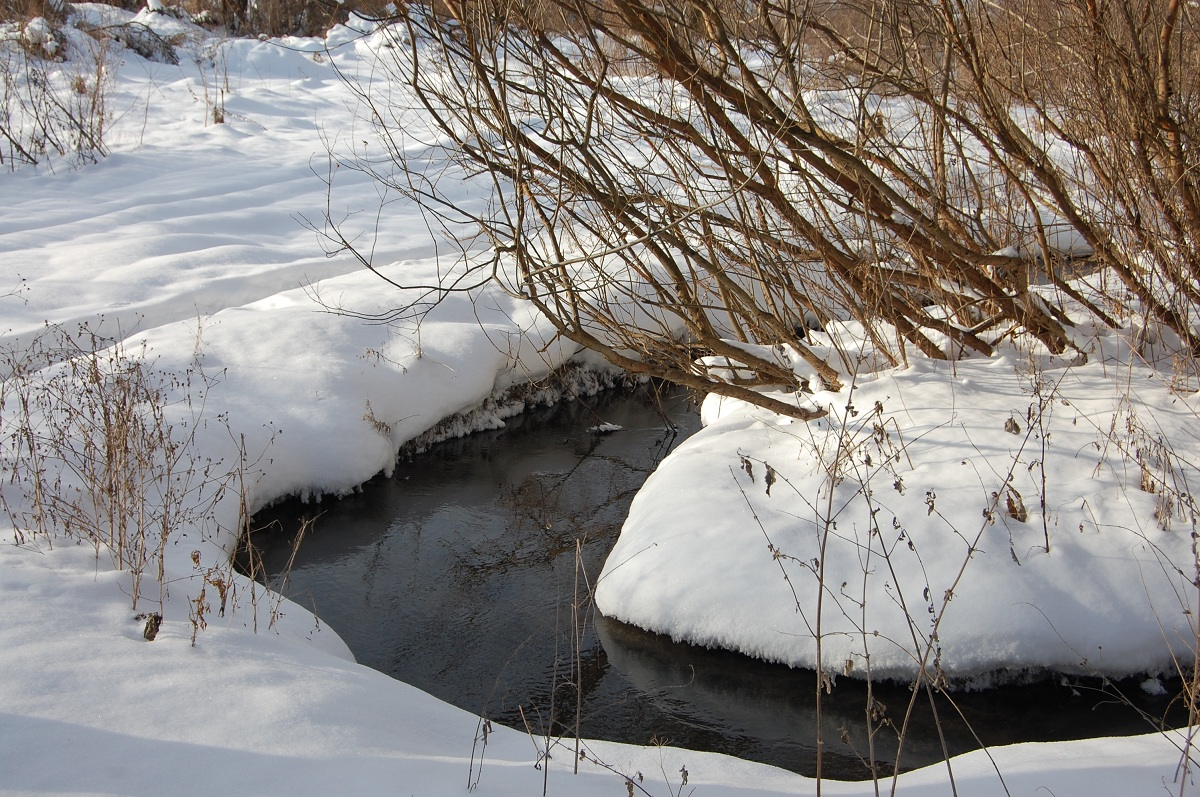
Речка Потьма

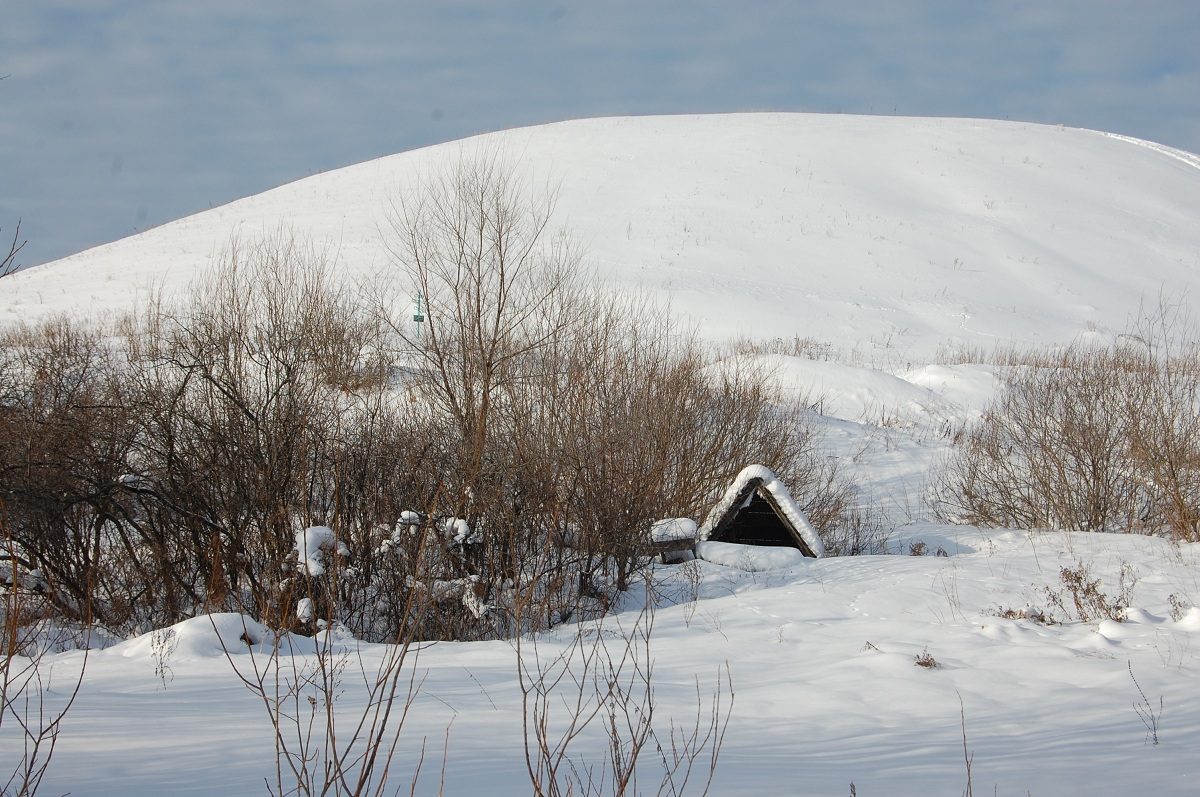
Родник (выше ул. Заречной)

Была образована Потьминская волость, в неё входили села - Вальдиватское, Малая Кандарать, Большая Кандарать, Комаровка, Большие Поселки. Проникновение капиталистических отношений привело к тому, что в конце XIX века в селе уже действовали 5 пивоваренных заводов, 9 водяных мельниц, клееварочный завод, бондарные и тележные мастерские. Было много столяров, которые объединялись в артели по изготовлению мебели на продажу. Делались столы, стулья, табуретки, скамейки, кровати, комоды, шкафы, трюмо, в 1905 г. появился свой пожарный обоз. Из овчин шили полушубки, шапки, тулупы. Полотно из шерсти шло на изготовление штанов, зипунов. Почти в каждом хозяйстве имелся ткацкий станок. Из волокон льна и поскони ткали холсты, из которых шили одежду, делали полотенца и скатерти, из конопли вили веревки. Потьминские крестьяне в большинстве были хорошими плотниками. Артели плотников уходили на плотничьи работы в отход не только в окрестные села, но и в Симбирск, Саратов, Царицын и другие поволжские города. Сильны были и традиции: в крестьянской общине сохранилась круговая порука, земля периодически делилась в соответствии с количеством рабочих рук в семьях, крестьяне совместно отвечали за уплату налогов и других денежных сборов. С началом Первой мировой войны из Потьмы по мобилизации было призвано 285 мужчин. Экономическое положение сельчан ухудшалось, и возрастало недовольство. До села стали доходить слухи о демонстрациях в городах и забастовках на заводах, но определённо никто ничего не знал. После
реорганизации в Карсуне городского самоуправления в Потьме были избраны волостной и сельский комитеты. Отруба и купленные наделы оставались в руках их собственников, но помещичьи земли крестьяне стали самовольно делить между собой. В 1917 после свержения Временного правительства в сельском само-управлении продолжали преобладать Захаровы, Соболевы и Тырины – владельцы торговых лавок. Однако село считалось «красным», так как влияние большевиков было очень велико. В 1918 г. здесь возникла ячейка большевистской партии,вскоре она насчитывала 17 членов. Быстро был организован комитет бедноты. В 1919 во время «чапанного» восстания мученической смертью погиб М.С. Кобельков,большевик, бывший балтийский матрос и член комитета бедноты, инициатор создания избы-читальни (первой в селе библиотеки). Похоронили его в братской могиле в Карсуне. А в центре села Потьма на месте бывшей часовни был поставлен обелиск в память о борцах за революцию. Сейчас это исторический памятник «Памятник борцам за свободу». Установлен в 1918 году. До революции на месте памятника напротив здания волостного правления стояла, выстроенная на средства прихожан в честь 300 – летия династии Романовых, часовня. (1913 г.). Это был единственный подобный памятник в губернии. Но судьба его кратковременна. В дни революции многие граждане стали активными борцами за дело революции и Советской власти. На сельском сходе решили поставить памятник «Борцам за свободу». Возник конфликт между жителями села. Он был улажен. На месте снесенной часовни установлен один из первых в губернии памятник, посвященный революционным событиям. В 20-30 гг. здесь захоронены трое большевиков: Темников Я.Ф. -волостной военком, первый коммунар первой в уезде коммуны имени Ленина - Сорокин Ф.И., коммунист Постнов Ф.П. погибших от рук классовых врагов.
Изба-читальня продолжала действовать. В ней проводились читки книг и газет, политические информации, сходы и собрания сельчан, давались концерты и театральные представления. В 1928 потьминские большевики организовали сельскохозяйственную коммуну имени В. И. Ленина, первую в Карсунском уезде. Коммуне было выделено 240 га земли. Первым председателем избрали Ф.И. Сорокина, следующим - Н.Г. Шигаев. В 1939 г. коммуна им. Ленина перешла на устав сельскохозяйственной артели, параллельно действовал колхоз имени С. Халтурина, но председатель коммуны и колхоза был один – Н. Г. Шигаев В период Великой Отечественной войны в армию было призвано более 500 человек. Из мужчин, ушедших на фронт, 287 погибли или пропали без вести. Коммуна и колхоз выполняли задания по поставке на фронт сельскохозяйственной продукции. Основные работы выполняли женщины и подростки . В 1950 г. коммуна имени Ленина и колхоз имени Халтурина были объединены в колхоз имени Ленина. В 1953 г. в селе была открыта библиотека, её первой заведующей была М.А. Кичигина, ее сменила М.О. Курбатова, благодаря их усилиям библиотека стала одной из лучших в районе.. По селу проложили асфальтированную дорогу, работала ферма крупного рогатого скота с 1,5тыс. голов, в том числе 380 коров, ферма для овец – 2,4 тысяч голов, свинарник для маточного и откормочного поголовья – 2 тысячи. Использовались 30 тракторов, 16 зерноуборочных комбайнов, 16 автомобилей, разнообразные прицепные механизмы. Построено новое двухэтажное здание для школы и детского сада. Многие специалисты колхоза, школы и библиотеки имели высшее и среднее специальное образование. Большой авторитет в селе завоевали учителя И.Н. Сапрыкин, Н.И. Шипов, П.Ф. Рыжкина, М.А. Заплаткина, З.Н. Степанова, А.Д. Елизарова, С.Ф.Бородин, Л.Н. Бородина, К.И. Кривова, С.А. Кобелев , М.А.Наумова и др. В центре села находится памятник «Воину-освободителю», посвящённый землякам, погибшим во время Великой Отечественной войны. Памятник признан самым лучшим из подобных в районе. Около села найден клад серебряных золотоордынских монет и слитков, а также других изделий XIV века..
В советское время существовал совхоз имени Ленина.

## Население
| 2010 |
| ---- |
| 254  |

## Известные уроженцы
- Козлова, Елизавета Ивановна — трактористка колхоза имени Ленина, Герой Социалистического Труда (1971).

## Инфраструктура
Дом культуры (до 2009 г. - школа), почта, один магазин.

## Русская православная церковь
Впервые деревянный Храм Димитрия Солунского в с. Потьма был построен в еще в 1677 году, но в результате пожара 1860-х церковь сгорела.
В 1864 году прихожанами села принято решение о строительстве нового деревянного теплого храма Дмитрия Солунского. (Автор проекта не известен). Храм был обнесен деревянной оградой, при церкви было кладбище.
В 1677 г. на средства солдат была построена деревянная церковь во имя святого Дмитрия Солунского. В отличие от большинства церквей её сделали из липы, а не из сосны, в обиход вошло название «село Дмитриевское», впоследствии использовалось также название «Дмитриевская Слобода». Церковный притч был типичным для сёл: священник,дьячок, пономарь и просвирница. Вокруг церкви располагалось кладбище, огороженное забором, церковнослужители жили в отдельных дворах, которые находились рядом.
Храм деревянный, тёплый, построен прихожанами в 1864 году. Престолов в нём два: главный — во имя св. великомученика Дмитрия Солунского и в приделе — во имя Святителя и Чудотворца Николая.
В 30-годах прошлого века церковь была закрыта, колокольня и главы храма были разрушены в 40-х годах. После войны храм был переделан под клуб, в притворе была установлена кинобудка, в трапезной и храмовой части установлена кресла, перед алтарем сделана сцена.
В обезглавленном здании церкви устроили клуб. В подвальное помещение была свалена церковная утварь. По местному преданию, молодой человек Елизаров Алексей тайком вытащил церковную плащаницу, которая стала для жителей села символом веры, объединяющим верующих. Согласно одной версии, плащаница сохранилась чудом, поскольку упала за сундук в келье, где пряли девушки. Они кидали охлопочки за сундук, что и помогло скрыть плащаницу от посторонних глаз. По другой версии, наоборот, помогло то, что плащаница попала в дом председателя сельсовета, мать которого была глубоко верующим человеком. Сохраняли плащаницу женщины, исполнявшие православную обрядность после уничтожения церкви. Среди них были те, кто пел в церковном хоре и в силу этого знавшие церковную обрядность. После смерти хранительницы сельской реликвии плащаницу тайно передавали в следующий дом или келью. Хозяйкой кельи могла быть пожилая женщина, не выходившая замуж (таких женщин в Потьме называли "старками", "черничками" или "монашечками"). Во время праздников в кельях и проходили богослужения. При службах используются книги, в своё время вынесенные из церкви или переданные по наследству старшими родственниками. Знающая посвящает свою жизнь каждодневным молитвам и передаче знаний другим женщинам. Они не только спасают праздники, но и проводят заупокойную службу и поминальные застолья. В таких случаях их называют читалками. Домашние службы (на Рождество, в Вербное воскресенье) немноголюдны. Но благодаря усилиям знающих в некоторых традиционных ритуалах принимают участие все жители села.
Храм утрачен в 90-х, по информации местных жителей в результате пожара. Сегодня на месте храма стоит большой крест, как напоминание о существовании когда-то в с. Потьма Карсунского района - Церкви во имя священномученика Дмитрия Солунского.

## Школа

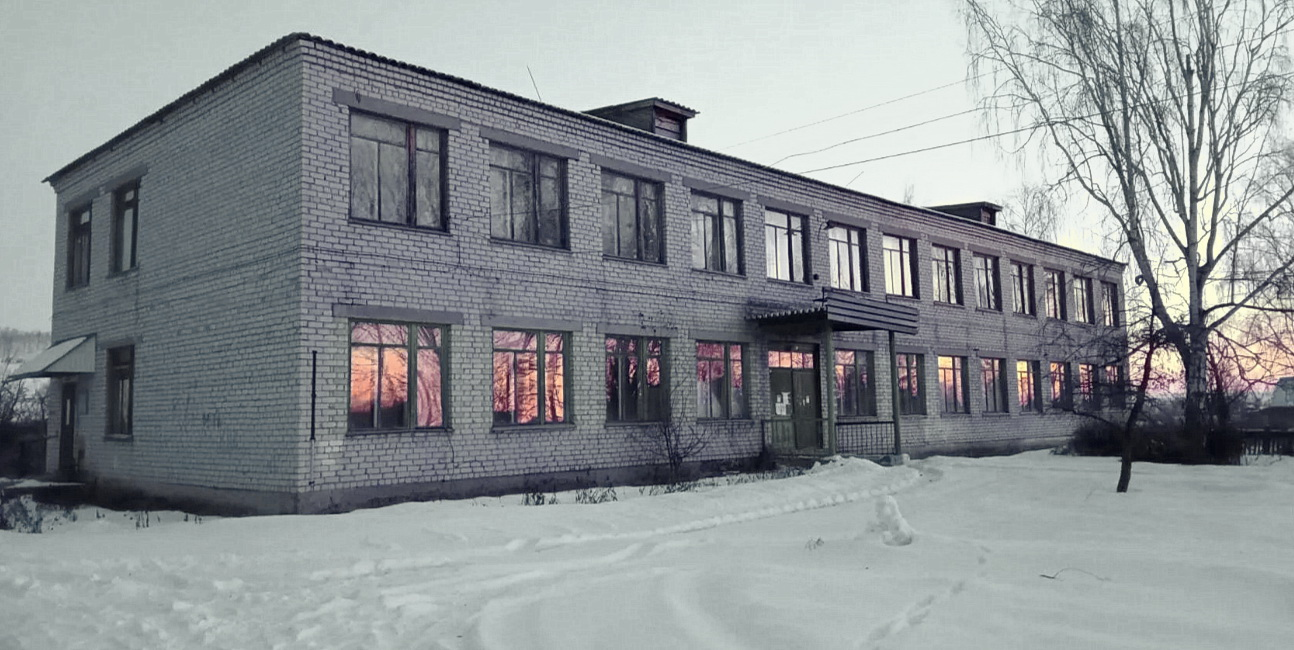
Потьминская основная школа (до 2009 г)

Современное двухэтажное здание Потьминской основной общеобразовательной школы было построено и сдано в 1993 году. Школа была ликвидирована в 2009 году в результате оптимизации. Учившихся на тот момент 26 детей стали возить в Вальдиватскую среднюю школу.

## Памятники истории и архитектуры

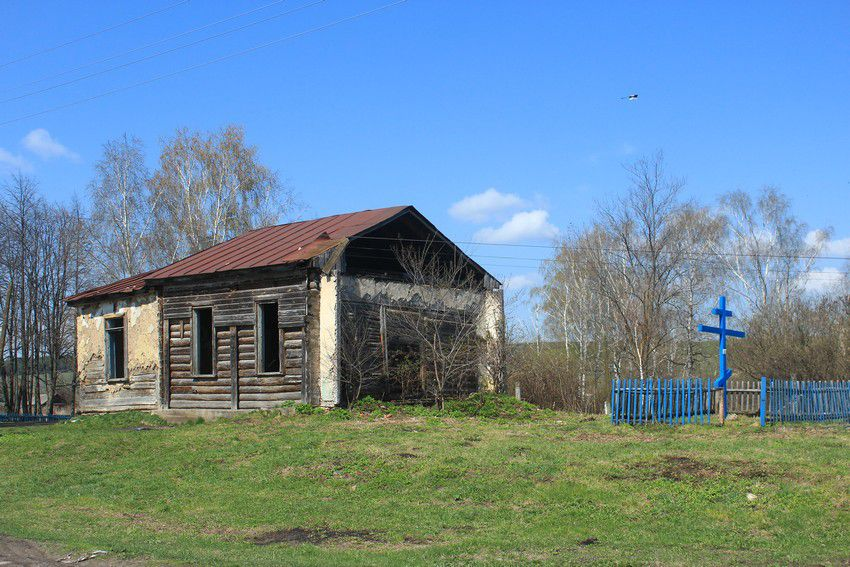
Храм Дмитрия Солунского

Мало осталось деревянных домов дореволюционной постройки, в основном дома построены в период с 1930-х по 1960-е г.г., на месте ветхих.
Сохранилась историческая планировочная структура, пространственная организация села и его ландшафтные характеристики.
Данное поселение по результатам государственной историко-культурной экспертизы может быть включено в список исторических поселений регионального значения Ульяновской области.
Село Потьма - памятник архитектуры 1673 - конца 19 века. К концу XIX в. село приобрело в основном тот вид, который дошел до наших дней. Село Потьма признано уникальным (по результатам экспедиции
Главархитектуры Ульяновской области в 1992 году) и существует проект о создании в селе музея под открытым небом. Архитектурный облик села Потьмы уникален. К такому выводу пришли ученые – специалисты областного комитета по культурному наследию. Они организовали научную экспедицию с целью изучения культурного наследия небольшого русского села. Это было в 1992 году. В результате исследования ученых составлен паспорт села, изучено его историческое прошлое и его архитектурный облик. По результатам экспедиции в Главархитектуре Ульяновской области был заказан проект на реставрацию церкви, деревянной усадьбы и пожарного депо, то есть охранной зоны села. Разрабатывалась концепция о создании в Потьме русского историко-этнографического центра. Планировался - музей под открытым небом. Так как село сохранило «основы планировочной структуры и сохранился характер крестьянской застройки с приусадебными участками, деревянная церковь».Но из за сложной экономической ситуации 90-х годов проект не был осуществлен.
- В селе Потьма расположен обелиск в память о 287 земляках, погибших в Великую Отечественную войну. Памятник был установлен мае 1973 года.
- Сохранилась единственная каменная торговая лавка с железными ставнями на окнах, построенная в середине XIX века
- В селе сохранились строения XVIII-XIX веков, где кирпичные дома сочетают в себе загадочное сочетание наполовину закопанных этажей с полноценными окнами и надстроенных над ними деревянных или каменных этажей.
- В центре села — деревянная церковь (в советское время - клуб). По архивным данным здесь же было первое кладбище. Рядом стояла часовня, построенная в 1913 году.

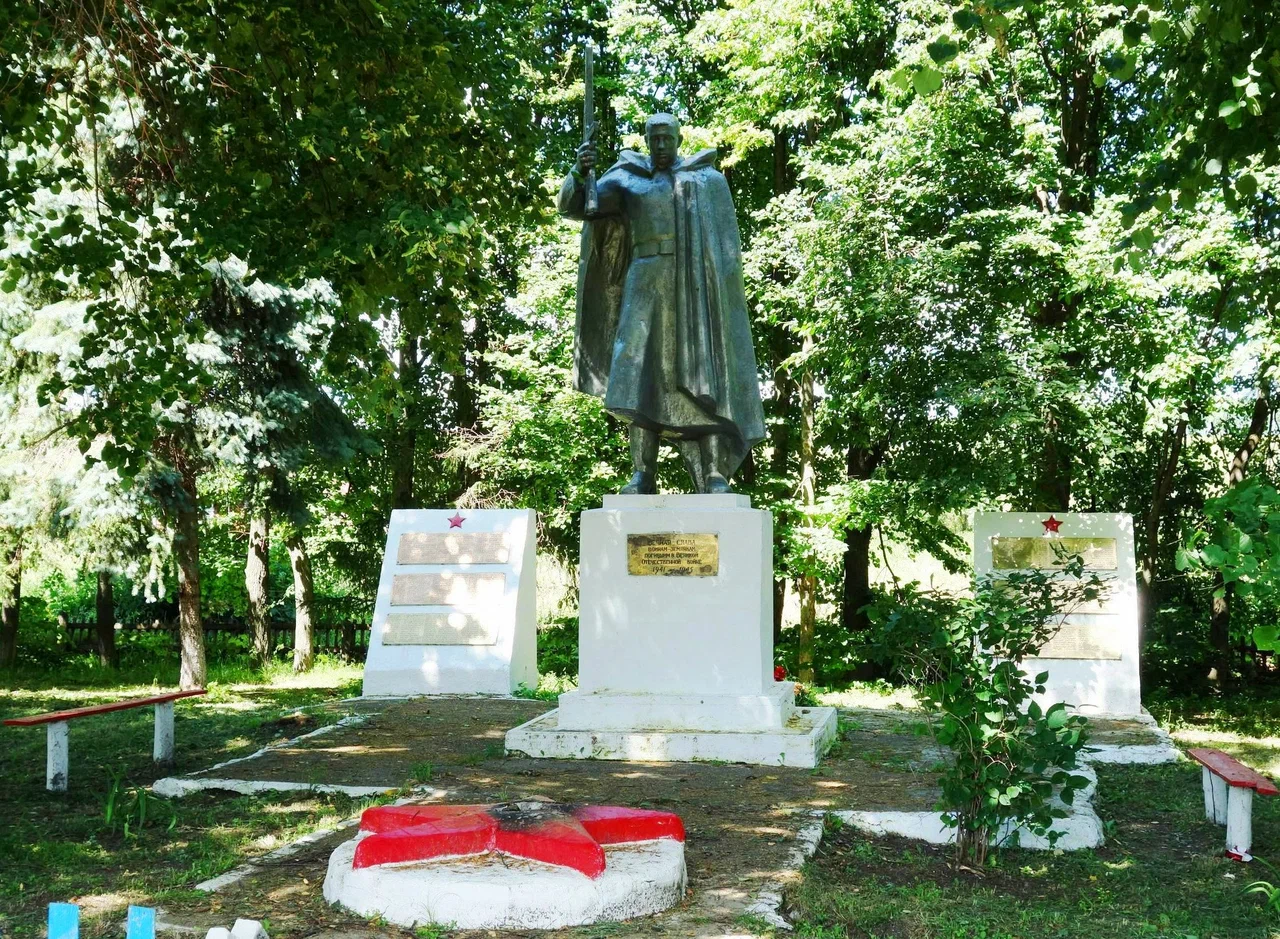
Обелиск в память о 287 земляках, погибших в Великую Отечественную войну

- Обелиск в память о 287 земляках, погибших в Великую Отечественную войнуНа месте снесенной часовни установлен памятник, посвященный революционным событиям. В 20-30 гг. XX века были здесь захоронены трое большевиков: Темников Я. Ф. — волостной военком, первый коммунар первой в уезде коммуны имени Ленина — Сорокин Ф. И., коммунист Постнов Ф. П.

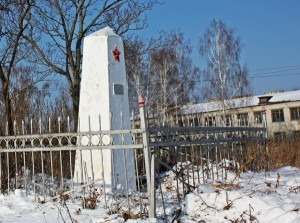
Братская могила военкома Темникова Якова Федоровича, первого коммунара Сорокина Филиппа Ивановича и коммуниста Постникова Федора Павловича, погибших от рук классовых врагов

Выписка из Сводный список объектов культурного наследия (памятники истории и культуры) КАРСУНСКОГО района
| 31  | с. Потьма, центр села                   | Братская могила военкома Темникова Якова Федоровича, первого коммунара Сорокина Филиппа Ивановича и коммуниста Постникова Федора Павловича, погибших от рук классовых врагов 1920-1930 гг. | Решение исполкома Ульяновского областного Совета депутатов трудящихся от 16.03.1957 № 223/5 Распоряжение Главы администрации Ульяновской области от 29.07.1999 № 959-р Региональный |
| 174 | с. Потьма, центр села                   | Церковь Димитрия Солунского, 1864 г. | Распоряжение Главы администрации Ульяновской области от 29.07.1999 № 959-р Выявленный                                                                                               |
| 175 | с. Потьма, центр села                   | Здание пожарного депо, кон. XIX в. | Распоряжение Главы администрации Ульяновской области от 29.07.1999 № 959-р Выявленный                                                                                               |
| 176 | с. Потьма, ул. Верх (ул. Верхняя)       | Дом жилой, 1860 г. | Распоряжение Главы администрации Ульяновской области от 29.07.1999 № 959-р Выявленный                                                                                               |
| 177 | с. Потьма, ул. Ивановка (ул. Кольцевая) | Дом крестьянина, нач. XX в. | Распоряжение Главы администрации Ульяновской области от 29.07.1999 № 959-р Выявленный                                                                                               |
| 178 | с. Потьма, ул. Ивановка (ул. Кольцевая) | Усадьба жилая с торговой лавкой: . кон. XIX в.; 1927 г. — Дом жилой, 1927 г. - Здание торговой лавки, кон. XIX в. - Хозстроение, кон. XIX в.                                               | Распоряжение Главы администрации Ульяновской области от 29.07.1999 № 959-р Выявленный                                                                                               |
| 179 | с. Потьма, ул. Ивановка (ул. Кольцевая) | Дом жилой зажиточного крестьянина, нач. XX в. | Распоряжение Главы администрации Ульяновской области от 29.07.1999 № 959-р Выявленный                                                                                               |